# Katoliški inštitut (Slovenija)
Katoliški inštitut je zasebni zavod, ki ga je 2. septembra 2008 ustanovila Slovenska škofovska konferenca z namenom nadaljnjega vodenja ustanovitve Slovenske katoliške univerze. Katoliški inštitut je nosilec ustanavljanja katoliške univerze. Dejavnost inštituta obsega predvsem raziskovalno in razvojno dejavnost na področju družboslovja in humanistike, kar v prvi vrsti pomeni ustanavljanje visokošolskih zavodov (fakultet) na najrazličnejših študijskih in raziskovalnih področjih, visokošolskih knjižnic, raziskovalnih centrov in študentskih domov, ki se bodo povezali v univerzo. V okviru inštituta delujejo Fakulteta za pravo in poslovne vede/ekonomijo, Studia slovenica in Inštitut za pravo človekovih pravic.
Inštitut je sprva vodil direktor Robert Petkovšek in tričlanski svet v sestavi: Ivan Štuhec, Tone Rode in Andrej Naglič. Jeseni 2015 je postal rektor inštituta Anton Stres.
Fakulteta za poslovne vede je prva fakulteta nastajajoče katoliške univerze in je v študijskem letu 2010/11 začela z izvajanjem univerzitetnega programa Poslovne vede.

## Uradna stran
- Katoliški inštitut